# Fritz Wehrli
Fritz Wehrli  (* 9. Juli 1902 in Zürich; † 27. August 1987 in Zürich) war ein Schweizer Gräzist und Herausgeber der Fragmentsammlung Die Schule des Aristoteles.
Fritz Wehrli, der Bruder des Germanisten Max Wehrli, ist in Zürich aufgewachsen. Nach Studien in Zürich (bei Ernst Howald), Kiel (bei Eduard Fraenkel und Felix Jacoby) und Basel (bei Peter Von der Mühll) unterrichtete er zunächst als Gymnasiallehrer. Er habilitierte sich 1930 an der Universität Zürich, wo er bis zu seiner Emeritierung blieb (Titularprofessor 1936, ausserordentlicher Professor 1941, ordentlicher Professor für Klassische Philologie, besonders Griechisch 1952–1967). Sein Hauptinteresse galt der Geistesgeschichte der Antike, insbesondere der Geschichte der Ethik, sowie der Motivgeschichte. 1944 gründete er zusammen mit anderen Fachgenossen aus der Schweiz die Zeitschrift Museum Helveticum, um ein von Deutschland unabhängiges Publikationsorgan zu schaffen. Mit der Sammlung der Fragmente der Schule des Aristoteles schuf er ein unentbehrliches Arbeitsinstrument.

## Publikationen
- Zur Geschichte der allegorischen Deutung Homers (1928)
- LATHE BIOSAS, Studien zur ältesten Ethik bei den Griechen (1931)
- Motivstudien zur griech. Komödie (1936)
- Die Schule des Aristoteles 2. Auflage, Schwabe, Basel 1967/69
- Hauptrichtungen des griechischen Denkens (1964)
- Theoria und Humanitas. Gesammelte Schriften zur antiken Gedankenwelt (1972)